# Mòng biển tảo bẹ
Larus dominicanus là một loài chim trong họ Laridae.